# Guvernul Ion Ghica (2)
Guvernul Ion Ghica (2) a fost un consiliu de miniștri care a guvernat Principatele Unite ale Moldovei și Țării Românești în perioada 15 iulie 1866 - 21 februarie 1867.

## Activitate
După căderea guvernului anterior, a fost numit la cârma guvernului Ion Ghica, și pe baza faptului că el purtase la Constantinopol tratative cu turcii pentru recunoașterea noii situații a României (înlocuirea domnitoului Alexandru Ioan Cuza cu prințul Carol de Hohenzollern).
Contextul intern și extern era precar. Pe plan intern țara se confrunta cu o foamete provocată de secetă, cu ultima epidemie de holeră, care a ucis cca. 24.000 de oameni, și cu acutizarea unei crize financiare care punea guvernul în situația să nu poată plăti administrația și armata. În plus, în Moldova se făceau simțiți separatiștii, motiv pentru care noul domnitor a făcut o vizită acolo, între 9 și 26 august. Pe plan extern, amenințarea intervenției turcești tot nu pălise.
Adunarea Constituantă a votat pe 3 iulie 1866 o lege pentru înstrăinarea bunurilor statului până la totalul de 75 de milioane. Pe baza acestei vânzări, guvernul dorea să contracteze și un împrumut străin. În acest sens a fost mandatat Ion Bălăceanu, agentul diplomatic al României la Paris. Acesta a încheiat împrumutul cu un parizian Lefevre, pentru a constata că se încurcase cu un samsar care nu dispunea de cele 18,5 milioane de franci; odată anulată această tranzacție, Bălăceanu a obținut de la firma Oppenheim suma necesară la o dobândă de 13% și 3/4% comision; cerând guvernului un răspuns afirmativ sau negativ în 24 de ore și neobținându-l, a încheiat acordul, ceea ce a cauzat un scandal politic imens, întrucât chiar și domnitorul telegrafiase recomandând rezilierea.
În septembrie 1866, tratativele cu poarta au intrat într-o fază ascendentă datorită implicării împăratului francez Napoleon al III-lea, soluționându-se printr-un acord agreat de ambele părți (8 octombrie 1866). Chiar a doua zi, Carol a plecat cu un alai mare, printre însoțitori fiind D. Ghica, D. Brătianu, Ioan Gr. Ghica, V. Boerescu, Gh. Costa-Foru, G. Știrbei, D.A. Sturdza și alții; vizita a fost un succes, deși domnitorul a semnalat prin gesturi că nu accepta vasalitatea în raport cu sultanul.
În octombrie 1866 au avut loc alegeri cenzitare pentru camera inferioară; întrucât nici una dintre cele trei grupări (liberali, guvernamentali și cuziști/separatiști) nu a obținut majoritatea, s-a creat o situație excepțională: deși nici una dintre grupări nu agrea guvernul, nici una nu era dispusă să-l răstoarne, în schimb l-au hărțuit prin interpelări și prin refuzul de a vota bugetul. Doar după Înțelegerea de la „Concordia”, când s-au închegat grupările liberale, guvernul acesta a fost răsturnat printr-un vot (strâns), pe 21 februarie.

## Componență
- Președintele Consiliului de Miniștri

Ion Ghica (15 iulie 1866 - 21 februarie 1867)
- Ministrul de interne

Ion Ghica (15 iulie 1866 - 21 februarie 1867)
- Ministrul de externe

George B. Știrbei (15 iulie 1866 - 21 februarie 1867)
- Ministrul finanțelor

Petre Mavrogheni (15 iulie 1866 - 21 februarie 1867)
- Ministrul justiției

Ion C. Cantacuzino (15 iulie 1866 - 21 februarie 1867)
- Ministrul de război

Colonel Ioan Gr. Ghica (15 iulie - 6 august 1866)
Colonel Nicolae Haralambie (6 august 1866 - 8 februarie 1867)
General Tobias Gherghely (8 - 21 februarie 1867)
- Ministrul cultelor

Constantin A. Rosetti (15 - 19 iulie 1866)
Ion Strat (19 iulie 1866 - 21 februarie 1867)
- Ministrul lucrărilor publice

Dimitrie A. Sturdza (15 iulie 1866 - 21 februarie 1867)

## Articole conexe
- Guvernul Ion Ghica (Iași)
- Guvernul Ion Ghica (București)
- Guvernul Ion Ghica (1)
- Guvernul Ion Ghica (2)
- Guvernul Ion Ghica (3)
- Guvernul Dimitrie Ghica

## Sursă
- Stelian Neagoe - "Istoria guvernelor României de la începuturi - 1859 până în zilele noastre - 1995" (Ed. Machiavelli, București, 1995)